# Avalon (Pennsylvanie)
Pour les articles homonymes, voir Avalon (homonymie).
Avalon est un borough, situé dans le comté d'Allegheny, en Pennsylvanie, aux États-Unis,. En 2010, il comptait une population de 4 705 habitants. Il est incorporé le 12 décembre 1874.

## Démographie
Lors du recensement de 2010, le borough comptait une population de 4 705 habitants. Elle est estimée, en 2017, à 4 586 habitants.

### Source de la traduction
- (en) Cet article est partiellement ou en totalité issu de l’article de Wikipédia en anglais intitulé « Avalon, Pennsylvania » (voir la liste des auteurs).